# Ernst Põdder
Ernst Põdder (Tartu, 10 febbraio 1879 – Tallinn, 24 giugno 1932) è stato un generale estone.

## Biografia
Nel 1900 Põdder si diplomò all'Accademia militare di Vilnius. Mentre era in corso la guerra russo-giapponese, raggiunse il grado di tenente e, durante la prima guerra mondiale, fu promosso polkovnik (colonnello). Nel luglio 1917 si unì alle unità nazionali estoni e fu comandante del 3º e del 1º reggimento estone. Nel 1918 Põdder fu promosso al grado di maggior generale. Quando ebbe luogo l'occupazione tedesca del 1917-1918, fu uno dei principali fondatori della Lega di difesa. All'inizio della guerra di liberazione estone, Põdder fu capo della sicurezza interna. Il 4 aprile 1919 fu nominato comandante della 3ª Divisione, dove il suo principale risultato fu la vittoria a Wenden sulla Baltische Landeswehr.
Nel dopoguerra Põdder comandò la 3ª Divisione e, dopo il 1921, la 2ª Divisione. Partecipò attivamente alla sconfitta del tentativo di colpo di Stato del 1924. Due anni più tardi divenne membro permanente del Consiglio di guerra e attivo organizzatore dello scautismo estone. Põdder divenne l'unico membro onorario del movimento fascista della Lega dei Liberatori.